# Перепёлкин, Егор Эдуардович
Егор Эдуардович Перепёлкин (укр. Єгор Едуардович Перепьолкін; род. 2004, Сумы) — украинский спортсмен, специализирующийся на спортивной гимнастике. Мастер спорта Украины (2023).
Представляет физкультурно-спортивное общество «Украина». Тренируется под руководством Д. Курабцева и Е. Добровольского.
Воспитанник спортивной школы «Сумы». Учился в Олимпийском профессиональном колледже имени Ивана Поддубного и Национальном университете физического воспитания и спорта Украины.
На чемпионате Украины 2022 года занял третье место на перекладине и второе место вместе с командой. Спустя два года завоевал две серебряные медали в свободных упражнениях и командном соревновании.
Участник чемпионата Европы 2025 года в Лейпциге, а также этапов Кубка мира 2025 года в Котбусе и Дохе.